# Francesco Ludovico de Saluzzo
Francesco Ludovico del Vasto (Saluzzo, 25 de febrero de 1498 – Carmagnola, 28 de marzo de 1537) fue marqués de Saluzzo entre 1529 y 1537.
Era el tercer hijo varón de Ludovico II de Saluzzo y de Isabel de Montferrato.

## Vida

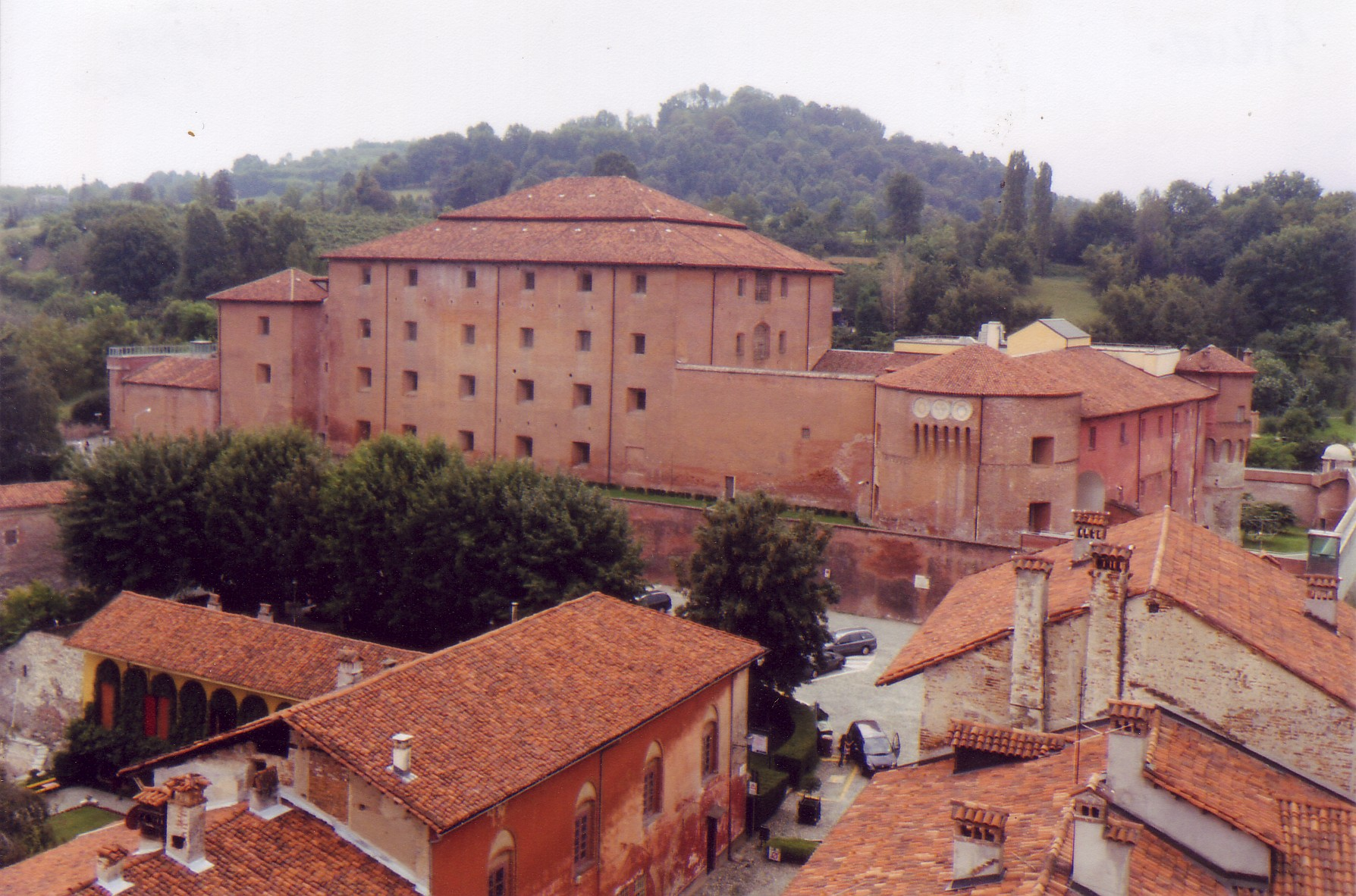
Castilla, la residencia principal del Marqués de Saluzzo.

Francesco sustituyó a su hermano Giovanni Ludovico por la intercesión de Francisco I de Francia.  Debiendo el trono a Francia, con Francesco el marquesado se convirtió en un estado satélite de Francia.  Los intentos por recuperar el trono de su hermano Giovanni Ludovico, apoyado por España, fueron inútiles.
El intervencionismo de las grandes potencias en el norte de Italia era una sombra que pendía sobre todos los pequeños estados de Piamonte.  En 1533 murió el último marqués independiente de Montferrato, Juan Jorge Paleólogo, y aunque Francesco aspiraba al trono, al final fue excluido de la sucesión, y al final, el marquesado vecino pasó a la órbita de España incorporándose a los territorios de la familia Gonzaga.
Francesco, al igual que su hermano Giovanni Ludovico, murió sin descendencia, aunque Saluzzo todavía tuvo otro marqués, su hermano menor Gabriel, antes de ser incorporado a Francia, y sucesivamente, al ducado de Saboya.
.
| Predecesor: Giovanni Ludovico | Marqués de Saluzzo 1529 - 1537 | Sucesor: Gabriel |